# Neuronema simile
Neuronema simile är en insektsart som beskrevs av Banks 1940. Neuronema simile ingår i släktet Neuronema och familjen florsländor. Inga underarter finns listade i Catalogue of Life.